# Joe Keery
Joseph David Keery (* 24. dubna 1992 Newburyport) je americký herec a zpěvák. Nejvíce se proslavil rolí Steva Harringtona ve sci-fi seriálu Stranger Things a rolí v komedii Free Guy z roku 2021. Keery vydává hudbu pod uměleckým jménem Djo. Je bývalým členem psychedelické rockové skupiny Post Animal.
Narodil se v Newburyportu ve státě Massachusetts. Jeho otec je architekt a matka profesorka angličtiny. Je druhým z pěti dětí.
Keery vyrůstal v Newburyportu a navštěvoval River Valley Charter School, místní Montessori základní a střední školu, a Newburyport High School. V mládí se účastnil uměleckého tábora Theater in the Open v Maudslay State Park.
Keery pokračoval ve studiu na The Theatre School na DePaul University a v roce 2014 získal bakalářský titul v oboru herectví.